# Casteide-Candau
Casteide-Candau ist eine französische Gemeinde mit 293 Einwohnern (Stand 1. Januar 2022) im Département Pyrénées-Atlantiques in der Region Nouvelle-Aquitaine (vor 2016: Aquitanien). Die Gemeinde gehört zum Arrondissement Pau und zum Kanton Artix et Pays de Soubestre.
Die Bewohner werden Candau-Casteidois oder Candau-Casteidoises genannt.

## Geographie
Casteide-Candau liegt ca. 40 km nordwestlich von Pau in der historischen Provinz Béarn an der nördlichen Grenze zum benachbarten Département Landes.
Umgeben wird der Ort von den Nachbargemeinden:
|              | Monget (Landes)                             | Arget    |
| Saint-Médard | Kompassrose, die auf Nachbargemeinden zeigt |          |
| Hagetaubin   |                                             | Morlanne |

Casteide-Candau liegt im Einzugsgebiet des Flusses Adour. Ein Nebenfluss des Luy, der Luy de Béarn und zwei seiner Zuflüsse, der Tiroulet und der Juren, fließen durch das Gebiet der Gemeinde.

## Geschichte
Casteide-Candau wurde 1402 erstmals in Urkunden der Vicomté von Béarn erwähnt, 1538 als Castaeda-Candau in einer Manuskriptsammlung des Béarn. Paul Raymond, Archivar und Historiker des 19. Jahrhunderts, notierte ein Laienkloster in der Gemeinde, das ein Vasall vom Vicomte von Béarn war. Einige Toponyme bezeugen, dass die Gemeinde lange Zeit von Saint-Sever im heutigen Département Landes unterstand. Auf der Karte von Cassini 1750 ist Casteide-Candau in der heutigen Namensform eingetragen, 1780 in Urkunden aus Pau aber als Castéide-Saint-Sever. Während der Französischen Revolution 1793 wird Casteide-Candau als Castede Candau, geführt, acht Jahre später während des Französischen Konsulats neben unter der heutigen Namensform verwaltet.

### Einwohnerentwicklung
Nach vorläufigen Höchstständen von über 400 Einwohnern in der Mitte des 19. Jahrhunderts ist die Zahl bei kurzen Phasen der Stabilisierung bis zum Beginn der 1960er Jahre um insgesamt rund 60 % zurückgegangen. Seitdem ist eine Stabilisierung und ein Wachstum der Bevölkerung zu verzeichnen.
| Jahr      | 1962 | 1968 | 1975 | 1982 | 1990 | 1999 | 2006 | 2009 | 2022 |
| --------- | ---- | ---- | ---- | ---- | ---- | ---- | ---- | ---- | ---- |
| Einwohner | 164  | 172  | 188  | 186  | 185  | 180  | 201  | 220  | 293  |

## Sehenswürdigkeiten
- Ortskirche, gewidmet Johannes dem Täufer. Sie ist im romanischen Stil im 11. oder 12. Jahrhundert gebaut worden. Einfassung und das Tympanon des Eingangs scheinen aus einer früheren, einfachen Kirche zu stammen, die am ehemaligen Ortszentrum höher auf dem Hügel stand, an dessen Hang sich das heutige Zentrum der Gemeinde befindet.[8] Das Tympanon setzt sich aus gemeißelten Figuren rund um ein rundes Christusmonogramm zusammen. Auf der Spitze des Kreises ist eine Madonna mit Jesuskind in ihren Armen dargestellt. Möglicherweise als Auswirkung der Hugenottenkriege ist ihr Gesicht entstellt. Drei männliche Personen rahmen die Marienfigur ein, drei auf Schreibpulten, eine vierte Person scheint ein Soldat zu sein. Rechts von Maria ist ein Malteserkreuz gemeißelt, am linken Rand des Tympanons ein Löwe, ein Hinweis auf den Evangelisten Markus. Das Tympanon über dem südlichen Eingang ist vermutlich im 11. oder 12. Jahrhundert entstanden.[9] Die Taufkapelle der Kirche ist mit drei Glasfenster verschönert worden. Ein Fenster aus dem Jahr 1910 zeigt Johannes dem Täufer mit erhobenem Finger und einem Banner mit der Inschrift „ecce agnus dei“ (deutsch Siehe, das Lamm Gottes). Das Fenster ist das Werk des Glasmalers Arcençan aus Pau, während die beiden anderen Fenster Werke der Glasmalerei Mauméjean aus Pau sind. Eines zeigt eine bekrönte, mit einer Tunika bekleideten Figur, die Lilien trägt und eine Dornenkrone hält. Das andere Fenster zeigt eine Person mit einer Lilie in der einen Hand, in der anderen ein Jesuskind, das das Herz Jesu trägt. Das Besondere am Chor ist ein der Wand eingelassener Okulus mit einem Durchmesser von ca. einem Meter. Johannes der Täufer wird in diesem darstellt, umringt von römischen Soldaten und Männern mit Turbanen sowie eine verschleierte Frau zu seinen Füßen.[8]

## Wirtschaft und Infrastruktur

### Bildung
Die Gemeinde verfügt über eine öffentliche Grundschule mit 52 Kindern im Schuljahr 2016/2017.

### Verkehr
Die Gemeinde ist erreichbar über die Routes départementales 264, 364, 365 und 946 (ehemalige Route nationale 646).